# Crux-la-Ville
Crux-la-Ville és un municipi francès, situat al departament del Nièvre i a la regió de Borgonya - Franc Comtat. L'any 2007 tenia 410 habitants.

## Demografia

### Població
El 2007 la població de fet de Crux-la-Ville era de 410 persones. Hi havia 194 famílies, de les quals 71 eren unipersonals (24 homes vivint sols i 47 dones vivint soles), 79 parelles sense fills i 44 parelles amb fills.
La població ha evolucionat segons el següent gràfic:
Habitants censats

### Habitatges
El 2007 hi havia 392 habitatges, 200 eren l'habitatge principal de la família, 149 eren segones residències i 43 estaven desocupats. 383 eren cases i 5 eren apartaments. Dels 200 habitatges principals, 173 estaven ocupats pels seus propietaris, 25 estaven llogats i ocupats pels llogaters i 2 estaven cedits a títol gratuït; 2 tenien una cambra, 17 en tenien dues, 38 en tenien tres, 47 en tenien quatre i 96 en tenien cinc o més. 137 habitatges disposaven pel capbaix d'una plaça de pàrquing. A 97 habitatges hi havia un automòbil i a 77 n'hi havia dos o més.

### Piràmide de població
La piràmide de població per edats i sexe el 2009 era:
| Homes | Edats   | Dones |
| ----- | ------- | ----- |
| 0     | 95 o +  | 0     |
| 0     | 90 a 94 | 4     |
| 0     | 85 a 89 | 0     |
| 0     | 80 a 84 | 4     |
| 12    | 75 a 79 | 20    |
| 28    | 70 a 74 | 8     |
| 20    | 65 a 69 | 16    |
| 4     | 60 a 64 | 12    |
| 12    | 55 a 59 | 8     |
| 24    | 50 a 54 | 20    |
| 20    | 45 a 49 | 12    |
| 16    | 40 a 44 | 20    |
| 20    | 35 a 39 | 16    |
| 12    | 30 a 34 | 8     |
| 4     | 25 a 29 | 8     |
| 4     | 20 a 24 | 12    |
| 16    | 15 a 19 | 16    |
| 20    | 10 a 14 | 4     |
| 8     | 5 a 9   | 8     |
| 24    | 0 a 4   | 12    |

## Economia
El 2007 la població en edat de treballar era de 251 persones, 162 eren actives i 89 eren inactives. De les 162 persones actives 148 estaven ocupades (86 homes i 62 dones) i 14 estaven aturades (6 homes i 8 dones). De les 89 persones inactives 35 estaven jubilades, 18 estaven estudiant i 36 estaven classificades com a «altres inactius».

### Ingressos
El 2009 a Crux-la-Ville hi havia 197 unitats fiscals que integraven 418 persones, la mediana anual d'ingressos fiscals per persona era de 15.359 €.

### Activitats econòmiques
Dels 15 establiments que hi havia el 2007, 1 era d'una empresa alimentària, 5 d'empreses de construcció, 1 d'una empresa de comerç i reparació d'automòbils, 2 d'empreses de transport, 1 d'una empresa d'hostatgeria i restauració, 1 d'una empresa d'informació i comunicació, 3 d'empreses de serveis i 1 d'una entitat de l'administració pública.
Dels 5 establiments de servei als particulars que hi havia el 2009, 3 eren paletes, 1 electricista i 1 empresa de construcció.
L'únic establiment comercial que hi havia el 2009 era una botiga de menys de 120 m².
L'any 2000 a Crux-la-Ville hi havia 24 explotacions agrícoles que ocupaven un total de 2.280 hectàrees.

## Equipaments sanitaris i escolars
El 2009 hi havia una escola elemental integrada dins d'un grup escolar amb les comunes properes formant una escola dispersa.

## Poblacions més properes
El següent diagrama mostra les poblacions més properes.